# 史蒂芬妮·德·博阿爾內
史蒂芬妮·德·博阿爾內（法語：Stéphanie de Beauharnais，1789年8月28日—1860年1月29日），巴登大公夫人，1811年至1818年在位。
史蒂芬妮的祖父是克勞德·德·博阿爾內，法國軍官亞歷山大·德·博阿爾內的叔叔；後者是拿破崙的繼子歐仁·德·博阿爾內之父。

## 家庭
1806年，史蒂芬妮與巴登選侯卡爾·腓特烈的孫子卡爾結婚，兩人共有三個女兒：
1. 路易絲·艾蜜莉（英语：Princess Louise Amelie of Baden）（1811年—1854年），瓦薩親王妃
2. 約瑟芬（1813年—1900年），霍亨索倫親王妃
3. 瑪麗·阿美莉埃（1817年—1888年），漢密爾頓公爵夫人